# Sågtjärnen (Sollefteå socken, Ångermanland)
Sågtjärnen är en sjö i Sollefteå kommun i Ångermanland och ingår i Ångermanälvens huvudavrinningsområde.